# Pseudoseioptera ingrica
Pseudoseioptera ingrica är en tvåvingeart som beskrevs av Stackelberg 1955. Pseudoseioptera ingrica ingår i släktet Pseudoseioptera och familjen fläckflugor. Inga underarter finns listade i Catalogue of Life.